# مصباح تعدين

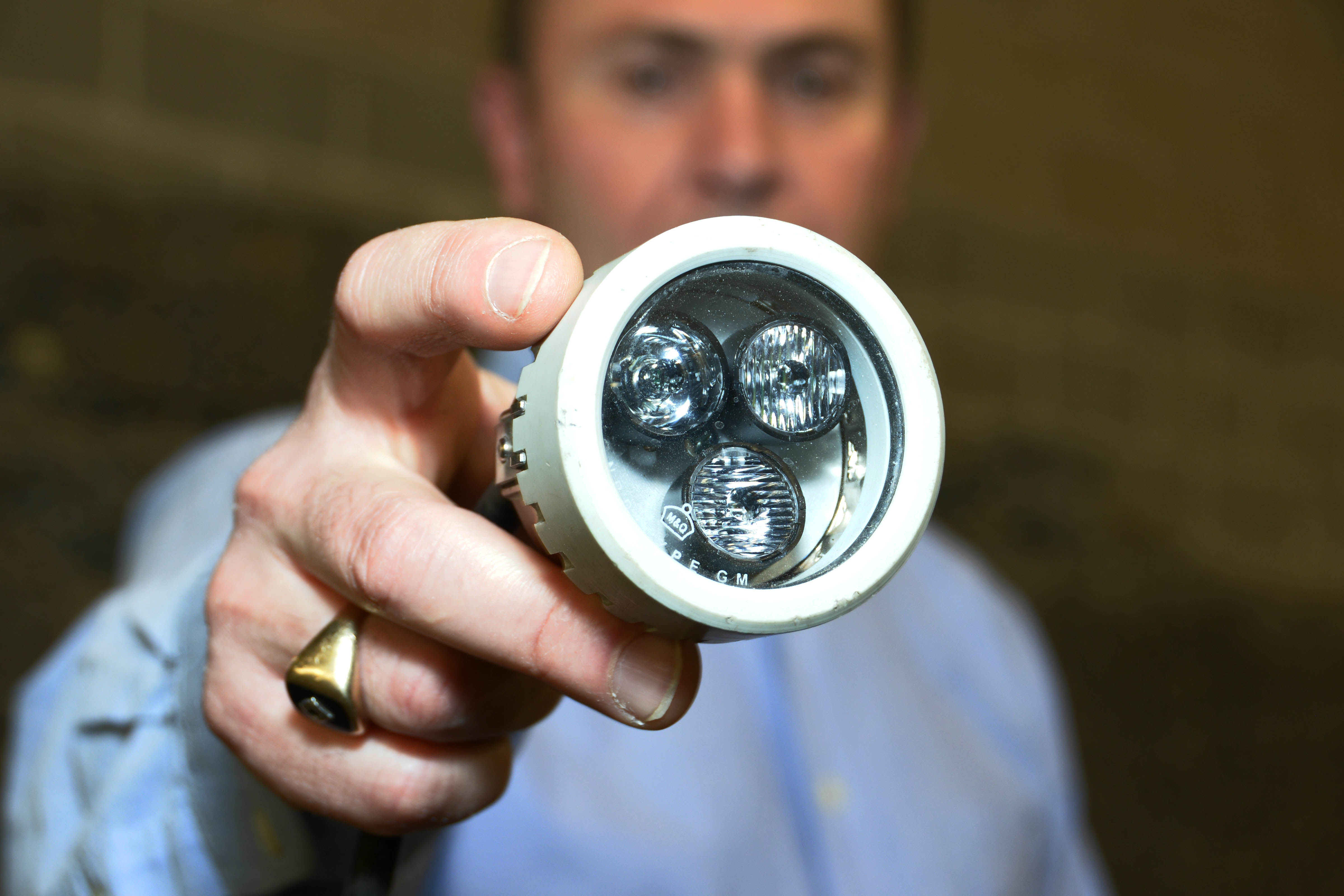
مصباح تعدين حديث.

مصباح التعدين (بالإنجليزية: Mining lamp) هو مصباح يستخدم لأغراض الحفريات تحت الأرضية. غالباً ما يُحمل على قالب:Ill-WD2خوذة السلامة.

## أمثلة
- مصباح كربيدي مصباح يُنتج ويشعل مادة الأسيتيلين
  - مصباح حماية (أي مصباح يستخدم في مناجم الفحم الحجري)
  - مصباح دافي (Davy lamp)، وهو مصباح يحتوي على شمعة